# 硬毛柳叶菜
硬毛柳叶菜（学名：Epilobium pannosum）为柳叶菜科柳叶菜属下的一个种。